# 濠州
濠州（ごうしゅう）は、中国にかつて存在した州。隋代から元代にかけて、現在の安徽省滁州市北西部に設置された。

## 魏晋南北朝時代
北斉により設置された西楚州を前身とする。
北周のとき、西楚州は鍾離郡・広安郡・陰陵郡・済陰郡・荊山郡の5郡を管轄していた。

## 隋代
582年（開皇2年）、隋により西楚州は濠州と改められた。607年（大業3年）に州が廃止されて郡が置かれると、濠州は鍾離郡と改称され、下部に4県を管轄した。隋代の行政区分に関しては下表を参照。
| 隋代の行政区画変遷 | 隋代の行政区画変遷 | 隋代の行政区画変遷 | 隋代の行政区画変遷 | 隋代の行政区画変遷 | 隋代の行政区画変遷 | 隋代の行政区画変遷          |
| 区分               | 開皇元年           | 開皇元年           | 開皇元年           | 開皇元年           | 区分               | 大業3年                     |
| ------------------ | ------------------ | ------------------ | ------------------ | ------------------ | ------------------ | --------------------------- |
| 州                 | 濠州               | 濠州               | 濠州               | 濠州               | 郡                 | 鍾離郡                      |
| 郡                 | 鍾離郡             | 広安郡             | 済陰郡             | 荊山郡             | 県                 | 鍾離県 定遠県 化明県 塗山県 |
| 県                 | 鍾離県             | 定遠県             | 昭義県             | 馬頭県             | 県                 | 鍾離県 定遠県 化明県 塗山県 |

## 唐代
620年（武徳3年）、唐により鍾離郡は濠州と改められた。742年（天宝元年）、濠州は鍾離郡と改称された。758年（乾元元年）、鍾離郡は濠州の称にもどされた。濠州は淮南道に属し、鍾離・定遠・招義の3県を管轄した。

## 宋代
宋のとき、濠州は淮南西路に属し、鍾離・定遠の2県を管轄した。

## 元代以降
1276年（至元13年）、濠州は元に降り、濠州安撫司が置かれた。1278年（至元15年）、濠州は臨濠府と改められた。1291年（至元28年）、臨濠府は濠州の称にもどされた。濠州は安豊路に属し、鍾離・定遠・懐遠の3県を管轄した。1367年、朱元璋により濠州は臨濠府と改められた。
1369年（洪武2年）、明により臨濠府に中都が立てられ、留守司が置かれた。1373年（洪武6年）、臨濠府は中立府と改称された。1374年（洪武7年）、中立府は鳳陽府と改称された。